# Serhij Turianski
Serhij Myronowycz Turianski, ukr. Сергій Миронович Турянський, ros. Сергей Миронович Турянский, Siergiej Mironowicz Turianski (ur. 25 maja 1962 w Kołomyi, w obwodzie iwanofrankiwskim, Ukraińska SRR) – ukraiński piłkarz, grający na pozycji napastnika, reprezentant Ukrainy, trener piłkarski.

## Kariera piłkarska

### Kariera klubowa
Wychowanek Szkoły Piłkarskiej w Kołomyi. W 1981 rozpoczął karierę piłkarską w mołdawskiej drużynie Awtomobilist Tyraspol, skąd następnego roku przeszedł do Nistru Kiszyniów. W 1984 był zaproszony do SKA Karpaty Lwów. W 1986 został piłkarzem Prykarpattia Iwano-Frankiwsk. W sezonie 1987 strzelił 23 gole w 45 meczach. W następnym 1988 przeszedł do drugoligowej Tawrii Symferopol. Jednak po pół roku wrócił do drużyny amatorskiej Bystrycia Nadwórna, skąd po raz drugi trafił do Prykarpattia Iwano-Frankiwsk. Po sezonie w Nywie Winnica w 1990 wyjechał za granicę, gdzie bronił barw węgierskiego klubu Spartacus Nyíregyháza, a potem mniej znanych polskich klubów. W 1993 powrócił do Ukrainy, gdzie ponownie okazał się w Prykarpattia Iwano-Frankiwsk, któremu pomógł awansować do Wyższej Ligi Mistrzostw Ukrainy. Na początku 1997 przeszedł do Nywy Tarnopol, w której i zakończył karierę piłkarską w wieku 35 lat.

### Kariera reprezentacyjna
15 marca 1994 zadebiutował w reprezentacji Ukrainy w spotkaniu towarzyskim z Izraelem przegranym 0:1. Wszedł na boisko w 61 minucie i otrzymał żółty kartonik. To był jego jedyny mecz reprezentacyjny.

## Kariera trenerska
Po zakończeniu kariery zawodniczej w sierpniu 2000 objął stanowisko głównego trenera Prykarpattia Iwano-Frankiwsk, z którym pracował do marca 2001. Potem pomagał Wałerijowi Bohusławskiemu trenować Prykarpattia Iwano-Frankiwsk. Od wiosny 2003 do lata 2007 trenował amatorki klub Tepłowyk Iwano-Frankiwsk, z którym zdobył wiele sukcesów w mistrzostwach obwodu. Od kwietnia do lipca 2009 prowadził amatorki Chutrowyk Tyśmienica. W czerwcu 2010 objął stanowisko głównego trenera amatorskiego zespołu Karpaty Jaremcze.